# Rezerwat przyrody Gilboa Mizrachi
Rezerwat przyrody Gilboa Mizrachi (hebr. שמורת גלבוע מזרחי, Szemurat Gilboa Mizrachi) – rezerwat przyrody chroniący zespół leśny na Wzgórzach Gilboa, na północy Izraela.

## Położenie
Rezerwat przyrody jest położony we wschodniej części Wzgórz Gilboa, które wznoszą się nad Doliną Bet Sze’an na północy Izraela. Zajmuje on powierzchnię ponad 18290 hektarów górskich terenów, położonych na północ od strumienia Bezek i na południe od strumienia Jicpor. W rejonie tym położone są kibuce Ma’ale Gilboa i Meraw, oraz wioska Malkiszua.

## Rezerwat przyrody
Na przełomie lat 50. i 60. XX wieku, Żydowski Fundusz Narodowy zasadził 20 tys. hektarów lasów na Wzgórzach Golan. W wyniku tej wielki akcji udało się odtworzyć tutejszy drzewostan. W 1970 roku w środkowej części wzgórz utworzono Rezerwat przyrody Ha-Gilboa. Dążąc do rozszerzenia chronionego obszaru, w dniu 28 września 2005 roku utworzono Rezerwat przyrody Gilboa Mizrachi (Wschodnie Gilboa), który jest przedłużeniem dawnego rezerwatu w kierunku południowo-wschodnim.
Zbocza gór porasta typowa roślinność śródziemnomorska z szarańczynami i sosnami, ale także w niektórych miejscach dęby i dzikie drzewa oliwne. Można tu spotkać pistacje, migdałowce, szałwię, wilce purpurowe, złotogłowy, wilczomlecze, ślazy i dziewięćsiły. U podnóża wzgórz występuje roślinność przystosowana do warunków pustynnych. Są to np. zatrwiany, karczochy i inne. Wzgórza porastają także liczne kwiaty - irysy, farbowniki, narcyzy, cyklameny, miłki, zawilce, maki, jaskier i storczyki. Ze zwierząt można napotkać gazele Thomsona, borsuki, wilki, łasice, hieny pręgowane, lisy, góralki i szakale. Z ptaków są sokoły, jastrzębie, dropie, żołny i saxicola.

## Turystyka
Aby dotrzeć do rezerwatu, należy dojechać drogą nr 667 w rejon szczytu Har Malkiszua (536 metrów n.p.m.). Tereny położone bardziej na południe stanowią strefę wojskową kontrolowaną przez Siły Obronne Izraela. Wstęp w ten rejon rezerwatu jest możliwy wyłącznie po uzyskaniu odpowiednich zezwoleń.